# Toony Tube
Toony Tube es una serie animada exclusiva de Turner Europe. Fue estrenada el 21 de septiembre de 2018. Hasta ahora cuenta con 2 temporadas en YouTube